# Lista ocupanților de pole position în Formula 1

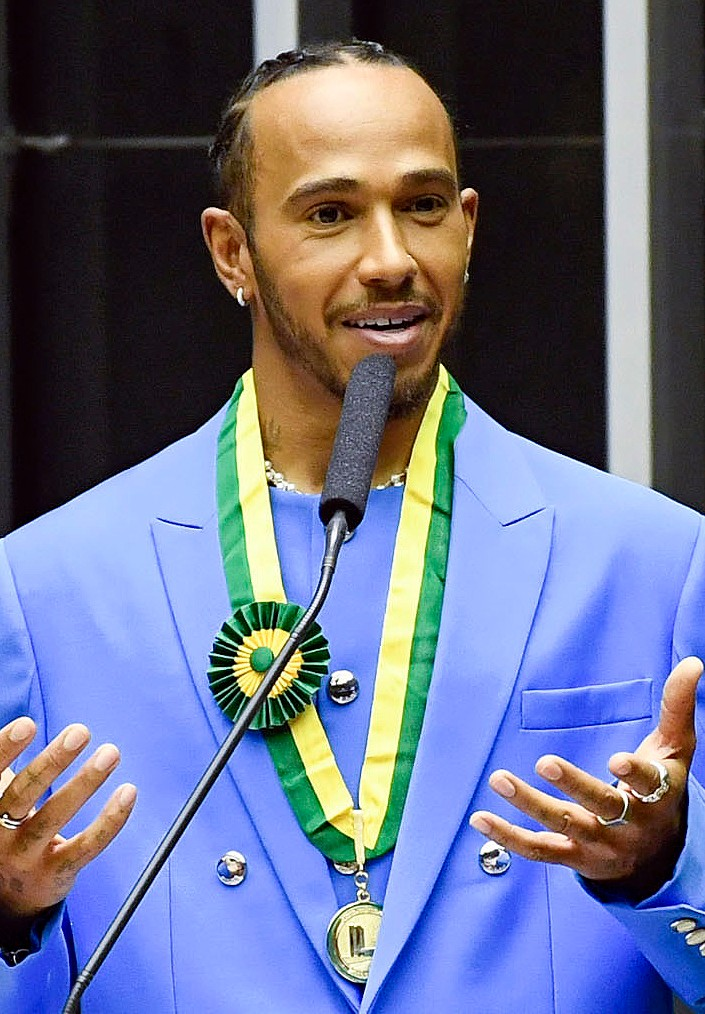
Lewis Hamilton este deținătorul actual al celor mai multe pole position-uri

Formula 1, abreviată F1, este clasa superioară în cursele auto cu monoposturi, definită de Federația Internațională de Automobilism (FIA), organul conducător al sporturilor cu motor. Cuvântul „Formula” din denumire se referă la un set de reguli cărora toți participanții și vehiculele trebuie să se conformeze. Sezonul Campionatului Mondial de F1 constă dintr-o serie de curse, cunoscute ca Mari Premii (Grands Prix), ce se desfășoară pe circuite speciale, sau în unele cazuri pe străzi închise ale orașelor. Pole position este clasarea pe prima poziție în calificările pentru Marele Premiu.
Calificările sunt disputate în mod tradițional sâmbăta (vineri pentru unele evenimente) a unui weekend de Mare Premiu pentru a determina pozițiile piloților pe grila de start a cursei desfășurate duminică (deși din 2021 până în 2023, într-un număr mic de evenimente, în zilele de sâmbătă se desfășoară așa-numitele curse de sprint, caz în care sesiunea de calificare are loc în zilele de vineri ale acelor weekenduri de Mare Premiu. În 2021, câștigătorul sprintului a fost creditat cu pole position. În 2022, pole-sitter-ul cursei sprint a primit oficial pole position în acele evenimente. Din 2023 se desfășoară o sesiune separată de calificare pentru sprinturi, denumită sprint shootout. Din punct de vedere istoric, au existat o serie de sisteme de calificări diferite; anterior, fiecărui pilot i se permitea doar un singur tur pentru a-și stabili timpul de calificare. În prezent, piloții trebuie să concureze în trei faze înainte de a se determina pole position. Prima fază, cunoscută sub numele de Q1, este disputată de douăzeci de piloți într-o sesiune de 18 minute, la finalul căreia sunt eliminate cele mai lente cinci mașini. Aceasta este urmată de Q2, o sesiune de 15 minute, în care cei mai lenți cinci sunt din nou eliminați. Celelalte zece mașini concurează în Q3, ultima sesiune de 12 minute pentru a-și determina locurile pe grilă și cine va ocupa pole position.
Lewis Hamilton deține recordul pentru cele mai multe pole position-uri, calificându-se primul în 104 ocazii. Michael Schumacher este al doilea cu 68, iar Ayrton Senna este al treilea cu 65. Senna deține recordul pentru cele mai multe pole-uri consecutive; s-a calificat pe primul loc în opt Mari Premii la rând, de la Marele Premiu al Spaniei din 1988 până la Marele Premiu al Statelor Unite din 1989. Sebastian Vettel este cel mai tânăr pole sitter; avea 21 de ani și 72 de zile când s-a calificat pe primul loc pentru Marele Premiu al Italiei din 2008. Cea mai în vârstă persoană care s-a calificat în pole position a fost Giuseppe Farina, care avea 47 de ani și 79 de zile când era pole sitter pentru Marele Premiu al Argentinei din 1954. Până la Marele Premiu de la Miami din 2025, 107 piloți au fost pe pole position de la prima cursă de Campionat Mondial, Marele Premiu al Marii Britanii din 1950. Cel mai recent pilot care a obținut primul său pole position este Oscar Piastri la Marele Premiu al Chinei din 2025. Din 2014, pilotul cu cele mai multe pole position-uri într-un sezon a fost premiat cu Pole Trophy.

## Pole position-uri
Actualizat după Marele Premiu de la Miami din 2025

### După pilot
|   | Pilotul concurează în sezonul de Formula 1 din 2025                                                                      |
| ‡ | Pilotul a câștigat cel puțin o dată Campionatul Mondial al Piloților, dar nu a concurat în sezonul de Formula 1 din 2025 |

| Poz.                      | Pilot                       | Pole-uri | Pole-uri | Sezoane active             | Primul pole                                       | Ultimul pole                                      |
| Poz.                      | Pilot                       | Nr.      | %        | Sezoane active             | Primul pole                                       | Ultimul pole                                      |
| ------------------------- | --------------------------- | -------- | -------- | -------------------------- | ------------------------------------------------- | ------------------------------------------------- |
| 1                         | Lewis Hamilton‡ (UK)        | 104      | 28,73    | 2007–                      | MP al Canadei din 2007                            | MP al Ungariei din 2023                           |
| 2                         | Michael Schumacher‡ (DEU)   | 68       | 22,08    | 1991–2006, 2010–2012       | MP al Principatului Monaco din 1994               | MP al Franței din 2006                            |
| 3                         | Ayrton Senna‡ (BRA)         | 65       | 40,12    | 1984–1994                  | MP al Portugaliei din 1985                        | MP al statului San Marino din 1994                |
| 4                         | Sebastian Vettel‡ (DEU)     | 57       | 19       | 2007–2022                  | MP al Italiei din 2008                            | MP al Japoniei din 2019                           |
| 5                         | Max Verstappen‡ (NLD)       | 43       | 20       | 2015–                      | MP al Ungariei din 2019                           | MP de la Miami din 2025                           |
| 6                         | Jim Clark‡ (UK)             | 33       | 45,21    | 1960–1968                  | MP al Principatului Monaco din 1962               | MP al Africii de Sud din 1968                     |
| =                         | Alain Prost‡ (FRA)          | 33       | 16,34    | 1980–1991, 1993            | MP al Germaniei din 1981                          | MP al Japoniei din 1993                           |
| 8                         | Nigel Mansell‡ (UK)         | 32       | 16,67    | 1980–1992, 1994–1995       | MP de la Dallas din 1984                          | MP al Australiei din 1994                         |
| 9                         | Nico Rosberg‡ (DEU)         | 30       | 14,56    | 2006–2016                  | MP al Chinei din 2012                             | MP al Japoniei din 2016                           |
| 10                        | Juan Manuel Fangio‡ (ARG)   | 29       | 53,85    | 1950–1951, 1953–1958       | MP al Principatului Monaco din 1950               | MP al Argentinei din 1958                         |
| 11                        | Mika Häkkinen‡ (FIN)        | 26       | 15,76    | 1991–2001                  | MP al Luxemburgului din 1997                      | MP al Belgiei din 2000                            |
| =                         | Charles Leclerc (MCO)       | 26       | 16,77    | 2018–                      | MP al Bahrainului din 2019                        | MP al Azerbaidjanului din 2024                    |
| 13                        | Niki Lauda‡ (AUT)           | 24       | 13,56    | 1971–1979, 1982–1985       | MP al Africii de Sud din 1974                     | MP al Africii de Sud din 1978                     |
| =                         | Nelson Piquet‡ (BRA)        | 24       | 11,59    | 1978–1991                  | MP de Vest al Statelor Unite din 1980             | MP al Spaniei din 1987                            |
| 15                        | Fernando Alonso‡ (ESP)      | 22       | 5,37     | 2001, 2003–2018, 2021–     | MP al Malaysiei din 2003                          | MP al Germaniei din 2012                          |
| 16                        | Damon Hill‡ (UK)            | 20       | 16,39    | 1992–1999                  | MP al Franței din 1993                            | MP al Portugaliei din 1996                        |
| =                         | Valtteri Bottas (FIN)       | 20       | 8,1      | 2013–2024                  | MP al Bahrainului din 2017                        | MP de la São Paulo din 2021                       |
| 18                        | Mario Andretti‡ (USA)       | 18       | 13,74    | 1968–1972, 1974–1982       | MP al Statelor Unite din 1968                     | MP al Italiei din 1982                            |
| =                         | René Arnoux (FRA)           | 18       | 10,91    | 1978–1989                  | MP al Austriei din 1979                           | MP al Marii Britanii din 1983                     |
| =                         | Kimi Räikkönen‡ (FIN)       | 18       | 5,1      | 2001–2009, 2012–2021       | MP al Europei din 2003                            | MP al Italiei din 2018                            |
| 21                        | Jackie Stewart‡ (UK)        | 17       | 17       | 1965–1973                  | MP al Principatului Monaco din 1969               | MP al Germaniei din 1973                          |
| 22                        | Stirling Moss (UK)          | 16       | 23,88    | 1951–1961                  | MP al Marii Britanii din 1955                     | MP al Principatului Monaco din 1961               |
| =                         | Felipe Massa (BRA)          | 16       | 5,88     | 2002, 2004–2017            | MP al Turciei din 2006                            | MP al Austriei din 2014                           |
| 24                        | Alberto Ascari‡ (ITA)       | 14       | 41,18    | 1950–1955                  | MP al Germaniei din 1951                          | MP al Spaniei din 1954                            |
| =                         | Ronnie Peterson (SWE)       | 14       | 11,38    | 1970–1978                  | MP al Braziliei din 1973                          | MP al Austriei din 1978                           |
| =                         | James Hunt‡ (UK)            | 14       | 15,05    | 1973–1979                  | MP al Braziliei din 1976                          | MP al Statelor Unite din 1977                     |
| =                         | Rubens Barrichello (BRA)    | 14       | 4,29     | 1993–2011                  | MP al Belgiei din 1994                            | MP al Braziliei din 2009                          |
| 28                        | Jack Brabham‡ (AUS)         | 13       | 10,16    | 1955–1970                  | MP al Marii Britanii din 1959                     | MP al Spaniei din 1970                            |
| =                         | Graham Hill‡ (UK)           | 13       | 7,26     | 1958–1975                  | MP al Belgiei din 1962                            | MP al Marii Britanii din 1968                     |
| =                         | Jacky Ickx (BEL)            | 13       | 10,66    | 1967–1979                  | MP al Germaniei din 1968                          | MP al Italiei din 1972                            |
| =                         | Jacques Villeneuve‡ (CAN)   | 13       | 7,88     | 1996–2006                  | MP al Australiei din 1996                         | MP al Europei din 1997                            |
| =                         | Juan Pablo Montoya (COL)    | 13       | 13,68    | 2001–2006                  | MP al Germaniei din 2001                          | MP al Belgiei din 2005                            |
| =                         | Mark Webber (AUS)           | 13       | 5,99     | 2002–2013                  | MP al Germaniei din 2009                          | MP de la Abu Dhabi din 2013                       |
| 34                        | Gerhard Berger (AUT)        | 12       | 5,71     | 1984–1997                  | MP al Portugaliei din 1987                        | MP al Germaniei din 1997                          |
| =                         | David Coulthard (UK)        | 12       | 4,86     | 1994–2008                  | MP al Argentinei din 1995                         | MP al Principatului Monaco din 2001               |
| 36                        | Jochen Rindt‡ (AUT)         | 10       | 16,13    | 1964–1970                  | MP al Franței din 1968                            | MP al Austriei din 1970                           |
| =                         | Lando Norris (UK)           | 10       | 7,46     | 2019–                      | MP al Rusiei din 2021                             | MP al Australiei din 2025                         |
| 38                        | John Surtees‡ (UK)          | 8        | 7,08     | 1960–1972                  | MP al Portugaliei din 1960                        | MP al Italiei din 1968                            |
| =                         | Riccardo Patrese (ITA)      | 8        | 3,11     | 1977–1993                  | MP de Vest al Statelor Unite din 1981             | MP al Ungariei din 1992                           |
| =                         | Jenson Button‡ (UK)         | 8        | 2,59     | 2000–2017                  | MP al statului San Marino din 2004                | MP al Belgiei din 2012                            |
| 41                        | Jacques Laffite (FRA)       | 7        | 3,89     | 1974–1986                  | MP al Italiei din 1976                            | MP al Spaniei din 1981                            |
| 42                        | Phil Hill‡ (USA)            | 6        | 11,54    | 1958–1964, 1966            | MP al Italiei din 1960                            | MP al Germaniei din 1961                          |
| =                         | Carlos Reutemann (ARG)      | 6        | 4,11     | 1972–1982                  | MP al Argentinei din 1972                         | MP al Las Vegasului din 1981                      |
| =                         | Emerson Fittipaldi‡ (BRA)   | 6        | 4,03     | 1970–1980                  | MP al Principatului Monaco din 1972               | MP al Canadei din 1974                            |
| =                         | Jean-Pierre Jabouille (FRA) | 6        | 10,91    | 1974–1975, 1977–1981       | MP al Africii de Sud din 1979                     | MP al Africii de Sud din 1980                     |
| =                         | Alan Jones‡ (AUS)           | 6        | 5,13     | 1975–1981, 1983, 1985–1986 | MP al Marii Britanii din 1979                     | MP al Germaniei din 1980                          |
| =                         | Ralf Schumacher (DEU)       | 6        | 3,3      | 1997–2007                  | MP al Franței din 2001                            | MP al Japoniei din 2005                           |
| =                         | Carlos Sainz Jr. (ESP)      | 6        | 2,79     | 2015–                      | MP al Marii Britanii din 2022                     | MP de la Ciudad de México din 2024                |
| 49                        | Giuseppe Farina‡ (ITA)      | 5        | 17,14    | 1950–1955                  | MP al Marii Britanii din 1950                     | MP al Argentinei din 1954                         |
| =                         | Chris Amon (NZL)            | 5        | 5        | 1963–1976                  | MP al Spaniei din 1968                            | MP al Franței din 1972                            |
| =                         | Clay Regazzoni (SUI)        | 5        | 3,6      | 1970–1980                  | MP al Mexicului din 1970                          | MP de Vest al Statelor Unite din 1976             |
| =                         | Keke Rosberg‡ (FIN)         | 5        | 3,91     | 1978–1986                  | MP al Marii Britanii din 1982                     | MP al Germaniei din 1986                          |
| =                         | Patrick Tambay (FRA)        | 5        | 4,07     | 1977–1979, 1981–1986       | MP de Vest al Statelor Unite din 1983             | MP al Franței din 1984                            |
| =                         | George Russell (UK)         | 5        | 3,73     | 2019–                      | MP al Ungariei din 2022                           | MP al Qatarului din 2024                          |
| 55                        | Mike Hawthorn‡ (UK)         | 4        | 8,51     | 1952–1958                  | MP al Belgiei din 1958                            | MP al Marocului din 1958                          |
| =                         | Didier Pironi (FRA)         | 4        | 5,56     | 1978–1982                  | MP al Principatului Monaco din 1980               | MP al Germaniei din 1982                          |
| =                         | Giancarlo Fisichella (ITA)  | 4        | 1,73     | 1996–2009                  | MP al Austriei din 1998                           | MP al Belgiei din 2009                            |
| =                         | Jarno Trulli (ITA)          | 4        | 1,56     | 1997–2011                  | MP al Principatului Monaco din 2004               | MP al Bahrainului din 2009                        |
| 59                        | José Froilán González (ARG) | 3        | 11,54    | 1950, 1957–1960            | MP al Marii Britanii din 1951                     | MP al Argentinei din 1955                         |
| =                         | Tony Brooks (UK)            | 3        | 7,69     | 1956–1961                  | MP al Principatului Monaco din 1958               | MP al Germaniei din 1959                          |
| =                         | Dan Gurney (USA)            | 3        | 3,45     | 1959–1968, 1970            | MP al Germaniei din 1962                          | MP al Belgiei din 1964                            |
| =                         | Jean-Pierre Jarier (FRA)    | 3        | 2,09     | 1971, 1973–1983            | MP al Argentinei din 1975                         | MP al Canadei din 1978                            |
| =                         | Daniel Ricciardo (AUS)      | 3        | 1,16     | 2011–2024                  | MP al Principatului Monaco din 2016               | MP al Mexicului din 2018                          |
| =                         | Jody Scheckter‡ (ZAF)       | 3        | 2,65     | 1972–1980                  | MP al Suediei din 1976                            | MP al Principatului Monaco din 1979               |
| =                         | Elio de Angelis (ITA)       | 3        | 2,73     | 1979–1986                  | MP al Europei din 1983                            | MP al Canadei din 1985                            |
| =                         | Teo Fabi (ITA)              | 3        | 4,22     | 1982, 1984–1987            | MP al Germaniei din 1985                          | MP al Italiei din 1986                            |
| =                         | Sergio Pérez (MEX)          | 3        | 1,05     | 2011–2024                  | MP al Arabiei Saudite din 2022                    | MP de la Miami din 2023                           |
| 68                        | Stuart Lewis-Evans (UK)     | 2        | 14,29    | 1957–1958                  | MP al Italiei din 1957                            | MP al Țărilor de Jos din 1958                     |
| =                         | Jo Siffert (SUI)            | 2        | 2        | 1962–1971                  | MP al Mexicului din 1968                          | MP al Austriei din 1971                           |
| =                         | John Watson (UK)            | 2        | 1,3      | 1973–1983, 1985            | MP al Principatului Monaco din 1977               | MP al Franței din 1978                            |
| =                         | Gilles Villeneuve (CAN)     | 2        | 2,94     | 1977–1982                  | MP de Vest al Statelor Unite din 1979             | MP al statului San Marino din 1981                |
| =                         | Michele Alboreto (ITA)      | 2        | 0,93     | 1981–1994                  | MP al Belgiei din 1984                            | MP al Braziliei din 1985                          |
| =                         | Jean Alesi (FRA)            | 2        | 0,99     | 1989–2001                  | MP al Italiei din 1984                            | MP al Italiei din 1997                            |
| =                         | Heinz-Harald Frentzen (DEU) | 2        | 1,25     | 1994–2003                  | MP al Principatului Monaco din 1997               | MP al Europei din 1999                            |
| =                         | Oscar Piastri (AUS)         | 2        | 3,85     | 2023–                      | MP al Chinei din 2025                             | MP al Bahrainului din 2025                        |
| 76                        | Walt Faulkner (USA)         | 1        | 16,66    | 1950–1951, 1953–1955       | Indianapolis 500 din 1950                         | Indianapolis 500 din 1950                         |
| =                         | Duke Nalon (USA)            | 1        | 20       | 1951–1953                  | Indianapolis 500 din 1951                         | Indianapolis 500 din 1951                         |
| =                         | Fred Agabashian (USA)       | 1        | 11,11    | 1950–1957                  | Indianapolis 500 din 1952                         | Indianapolis 500 din 1952                         |
| =                         | Bill Vukovich (USA)         | 1        | 16,66    | 1951–1955                  | Indianapolis 500 din 1953                         | Indianapolis 500 din 1953                         |
| =                         | Jack McGrath (USA)          | 1        | 16,66    | 1950–1955                  | Indianapolis 500 din 1954                         | Indianapolis 500 din 1954                         |
| =                         | Jerry Hoyt (USA)            | 1        | 20       | 1950, 1953–1955            | Indianapolis 500 din 1955                         | Indianapolis 500 din 1955                         |
| =                         | Eugenio Castellotti (ITA)   | 1        | 7,14     | 1955–1957                  | Marele Premiu al Belgiei din 1955                 | Marele Premiu al Belgiei din 1955                 |
| =                         | Pat Flaherty (USA)          | 1        | 14,28    | 1950, 1953–1956, 1959      | Indianapolis 500 din 1956                         | Indianapolis 500 din 1956                         |
| =                         | Pat O'Connor (USA)          | 1        | 16,66    | 1954–1958                  | Indianapolis 500 din 1957                         | Indianapolis 500 din 1957                         |
| =                         | Dick Rathmann (USA)         | 1        | 16,66    | 1950, 1956–1960            | Indianapolis 500 din 1958                         | Indianapolis 500 din 1958                         |
| =                         | Johnny Thomson (USA)        | 1        | 12,5     | 1953–1960                  | Indianapolis 500 din 1959                         | Indianapolis 500 din 1959                         |
| =                         | Jo Bonnier (SWE)            | 1        | 0,92     | 1956–1971                  | Marele Premiu al Țărilor de Jos din 1959          | Marele Premiu al Țărilor de Jos din 1959          |
| =                         | Eddie Sachs (USA)           | 1        | 14,28    | 1957–1960                  | Indianapolis 500 din 1960                         | Indianapolis 500 din 1960                         |
| =                         | Wolfgang von Trips (DEU)    | 1        | 3,45     | 1956–1961                  | Marele Premiu al Italiei din 1961                 | Marele Premiu al Italiei din 1961                 |
| =                         | Lorenzo Bandini (ITA)       | 1        | 2,38     | 1961–1967                  | Marele Premiu al Franței din 1966                 | Marele Premiu al Franței din 1966                 |
| =                         | Mike Parkes (UK)            | 1        | 14,28    | 1959, 1966–1967            | Marele Premiu al Italiei din 1966                 | Marele Premiu al Italiei din 1966                 |
| =                         | Peter Revson (USA)          | 1        | 3,13     | 1964, 1971–1974            | Marele Premiu al Canadei din 1972                 | Marele Premiu al Canadei din 1972                 |
| =                         | Denny Hulme‡ (NZL)          | 1        | 0,89     | 1965–1974                  | Marele Premiu al Africii de Sud din 1973          | Marele Premiu al Africii de Sud din 1973          |
| =                         | Patrick Depailler (FRA)     | 1        | 1,05     | 1972, 1974–1980            | Marele Premiu al Suediei din 1974                 | Marele Premiu al Suediei din 1974                 |
| =                         | Carlos Pace (BRA)           | 1        | 1,37     | 1972–1977                  | Marele Premiu al Africii de Sud din 1975          | Marele Premiu al Africii de Sud din 1975          |
| =                         | Vittorio Brambilla (ITA)    | 1        | 1,27     | 1974–1980                  | Marele Premiu al Suediei din 1975                 | Marele Premiu al Suediei din 1975                 |
| =                         | Tom Pryce (UK)              | 1        | 2,38     | 1974–1977                  | Marele Premiu al Marii Britanii din 1975          | Marele Premiu al Marii Britanii din 1975          |
| =                         | Bruno Giacomelli (ITA)      | 1        | 1,22     | 1977–1983, 1990            | Marele Premiu al Statelor Unite din 1980          | Marele Premiu al Statelor Unite din 1980          |
| =                         | Andrea de Cesaris (ITA)     | 1        | 0,46     | 1980–1994                  | Marele Premiu al Vestului Statelor Unite din 1982 | Marele Premiu al Vestului Statelor Unite din 1982 |
| =                         | Thierry Boutsen (BEL)       | 1        | 0,61     | 1983–1993                  | Marele Premiu al Ungariei din 1990                | Marele Premiu al Ungariei din 1990                |
| =                         | Nick Heidfeld (DEU)         | 1        | 0,54     | 2000–2011                  | Marele Premiu al Europei din 2005                 | Marele Premiu al Europei din 2005                 |
| =                         | Robert Kubica (POL)         | 1        | 1,01     | 2006–2010, 2019, 2021      | Marele Premiu al Bahrainului din 2008             | Marele Premiu al Bahrainului din 2008             |
| =                         | Heikki Kovalainen (FIN)     | 1        | 0,89     | 2007–2012                  | Marele Premiu al Marii Britanii din 2008          | Marele Premiu al Marii Britanii din 2008          |
| =                         | Nico Hülkenberg (DEU)       | 1        | 0,42     | 2010, 2012–2020, 2022–     | Marele Premiu al Braziliei din 2010               | Marele Premiu al Braziliei din 2010               |
| =                         | Pastor Maldonado (VEN)      | 1        | 1,04     | 2011–2015                  | Marele Premiu al Spaniei din 2012                 | Marele Premiu al Spaniei din 2012                 |
| =                         | Lance Stroll (CAN)          | 1        | 0,57     | 2017–                      | Marele Premiu al Turciei din 2020                 | Marele Premiu al Turciei din 2020                 |
| =                         | Kevin Magnussen (DEN)       | 1        | 0,53     | 2014, 2016–2020, 2022–2024 | Marele Premiu de la São Paulo din 2022            | Marele Premiu de la São Paulo din 2022            |
| 107 piloți din 24 de țări |                             |          |          |                            |                                                   |                                                   |

### După naționalitate
| Țara                       | Pole-uri | Piloți |
| -------------------------- | -------- | ------ |
| Regatul Unit               | 305      | 19     |
| Germania                   | 166      | 8      |
| Brazilia                   | 126      | 6      |
| Franța                     | 79       | 9      |
| Finlanda                   | 70       | 5      |
| Italia                     | 48       | 13     |
| Austria                    | 46       | 3      |
| Țările de Jos              | 43       | 1      |
| Statele Unite ale Americii | 39       | 15     |
| Argentina                  | 38       | 3      |
| Australia                  | 37       | 5      |
| Spania                     | 28       | 2      |
| Monaco                     | 26       | 1      |
| Canada                     | 16       | 3      |
| Suedia                     | 15       | 2      |
| Belgia                     | 14       | 2      |
| Columbia                   | 13       | 1      |
| Elveția                    | 7        | 2      |
| Noua Zeelandă              | 6        | 2      |
| Africa de Sud              | 3        | 1      |
| Mexic                      | 3        | 1      |
| Polonia                    | 1        | 1      |
| Venezuela                  | 1        | 1      |
| Danemarca                  | 1        | 1      |